# The Savage Rose
The Savage Rose ist eine dänische Rockgruppe, die ihr erstes Album The Savage Rose (The Yellow Album) 1968 veröffentlichte. Bis 2004 sind 20 weitere Alben dazugekommen. Die Musik der Gruppe wird geprägt durch die außerordentlich vielfältige Stimme ihrer Sängerin Annisette Hansen und durch den gleichzeitigen Einsatz von Klavier, Orgel und Akkordeon. Das Spektrum der Musik reicht vom Folk, Rock, Gospel, Blues bis zu klassischen Einflüssen.

## Geschichte
1967 wurde die Gruppe Savage Rose in Kopenhagen gegründet. Beteiligt waren zunächst Thomas Koppel, Anders Koppel, Flemming Ostermann, Alex Riel, Ilse Maria Koppel, Jens Rugsted und die Sängerin Annisette Hansen; 1968 ersetzte Nils Tuxen Ostermann. Der Auftritt beim Newport-Festival 1969 machte die Band, die anfangs ihre Songs in Englisch sang, auch außerhalb Dänemarks berühmt. Die LP In the Plain (1968) wurde auch in Deutschland sehr erfolgreich, vor allem der Song Long Before I Was Born.
Die Zusammensetzung der Gruppe wechselte danach; letztlich blieben über die Jahre Thomas Koppel, der eine klassische Musikausbildung hat, und seine spätere Ehefrau Annisette der Kern der Band. Das politisch stark engagierte Paar hat sich viele Jahre dem Kommerz verschlossen, sie traten bei politischen Veranstaltungen auf, in Palästinensercamps und überall, wo Menschen um ihre Rechte kämpften. Auch in der Freistadt Christiania trat die Gruppe auf, ihr Song De vilde blomster gror ist auf der ersten LP Christianias, auch auf den beiden folgenden sind sie vertreten.
1995 erschien mit Black Angel (Produzent George Duke) wieder eine englischsprachige CD, nachdem Annisette 22 Jahre lang ihre Texte in Dänisch geschrieben hatte. Für die Aufnahmen reisten Thomas und Annisette nach Los Angeles, wo Annisette noch heute lebt. Für ihre Aufnahmen haben sie Musiker wie Ricky Lawson, Ray Fuller, Bayron Miller und Gerald Albright gewonnen.
Am 25. Februar 2006 starb Thomas Koppel (* 27. April 1944) in Puerto Rico. Annisette macht weiterhin Musik und hat im November 2007 eine neue CD herausgebracht. Die Töchter von Thomas und Annisette sind ebenfalls Musikerinnen; Billie Koppel hat mit ihrem Partner Frank Hasselström die Band Catbird gegründet, das Debütalbum Sliding from the Moon erschien 2002.

## Diskografie

### Studioalben
- Savage Rose (1968)
- In the Plain (1968)
- Travelin’ (1969)
- Your Daily Gift (1970)
- Refugee (1971)
- Babylon (1972)
- Dødens Triumf (1972)
- Wild Child (1973)
- Solen var også din (1978)
- En vugge af stål (1982)
- Vi kæmper for at sejre (1984)
- Kejserens nye klæder (1986)
- Sangen for livet (1988)
- Ild & frihed (1989)
- Gadens dronning (1990)
- Månebarn (1992)
- Black Angel (1995)
- Tameless (1997)
- For Your Love (2001)
- Universal Daughter (2007)
- Love and Freedom (2012)
- Roots of the Wasteland (2014)
- Homeless (2017)

### Livealben / Kompilationen
- The Anthology (2002)
- Are You Ready (live, 2004)